# Георги Паскалев
Георги Иванов Паскалев е български биолог.

## Биография
Роден е на 28 декември 1937 година в село Долни Воден (днес квартал на Асеновград), Пловдивски окръг.
Завършва техникум по ветеринарна медицина в Асеновград и Висшия педагогически институт в Пловдив (1966).
Завежда отдел в Окръжната станция на младите агробиолози, Кюстендил (1970). Секретар на Природоизпитателното дружество, председател на Комисията по опазване на природата към ОС на СБА в Кюстендил. Кандидат на биологическите науки (1979). Член на бюрото по опазване на природата към ОК на ОФ. Изучава ентомофауната на Осоговската планина и резервата „Габра", установява 88 вида от семейство Сечковци, връзката между сезонната динамика на видовете и други.
От 3 декември 1990 г. до 1 ноември 1991 г. е председател на Временната управа на Община Кюстендил. Ръководният екип на общината се ангажира главно с административни задължения и подготовка за провеждане на общински избори.